# Catharosoma mixtum
Catharosoma mixtum är en mångfotingart som beskrevs av Kraus 1956. Catharosoma mixtum ingår i släktet Catharosoma och familjen orangeridubbelfotingar. Inga underarter finns listade i Catalogue of Life.